# Stylosanthes sympodialis
Stylosanthes sympodialis är en ärtväxtart som beskrevs av Paul Hermann Wilhelm Taubert. Stylosanthes sympodialis ingår i släktet Stylosanthes och familjen ärtväxter. Inga underarter finns listade i Catalogue of Life.